# كفر طبلوها
كفر طبلوها إحدى قرى مركز تلا التابع لمحافظة المنوفية بجمهورية مصر العربية، ومن أعلامها محمد المسير أستاذ العقيدة والفلسفة بجامعة الأزهر.

## السكان
بلغ عدد سكان كفر طبلوها 8,738 نسمة، حسب الإحصاء الرسمي لعام 2006.